# Death growl
Death growl (sau Growling) este un stil vocal de cântat folosit îndeosebi în death metal, black metal , technical death metal, groove metal , etc.